# Martín Machón
Martín Machón (Santa Catarina Pinula, 4 febbraio 1973) è un ex calciatore guatemalteco, di ruolo centrocampista.

## Palmarès

### Club

#### Competizioni nazionali
- Campionato guatemalteco: 4

Comunicacciones: 1994-1995, 1996-1997, 2002-2003 Apertura, 2002-2003 Clausura
- MLS Supporters' Shield: 1

L.A. Galaxy: 1998